# Kościół św. Stanisława Biskupa i Męczennika w Gorzkowie-Osadzie
Kościół świętego Stanisława Biskupa i Męczennika – rzymskokatolicki kościół parafialny należący do dekanatu Krasnystaw – Zachód archidiecezji lubelskiej.
Obecna świątynia została ufundowana przez ówczesnego właściciela Gorzkowa, Stanisława Gorzkowskiego i wzniesiona w 1623 roku. Pomimo wielu remontów i rozbudowy budowla zachowała pewne cechy typowe dla późnego renesansu. W 1647 roku kościół został konsekrowany przez biskupa Mikołaja Świrskiego. W 1828 roku rozebrana została wieża frontowa, grożąca zawaleniem. W 1885 roku budowla została rozbudowana poprzez powiększenie nawy dwuprzęsłowej o kolejne 4 przęsła. W latach 1985–1994 świątynia została gruntownie wyremontowana.

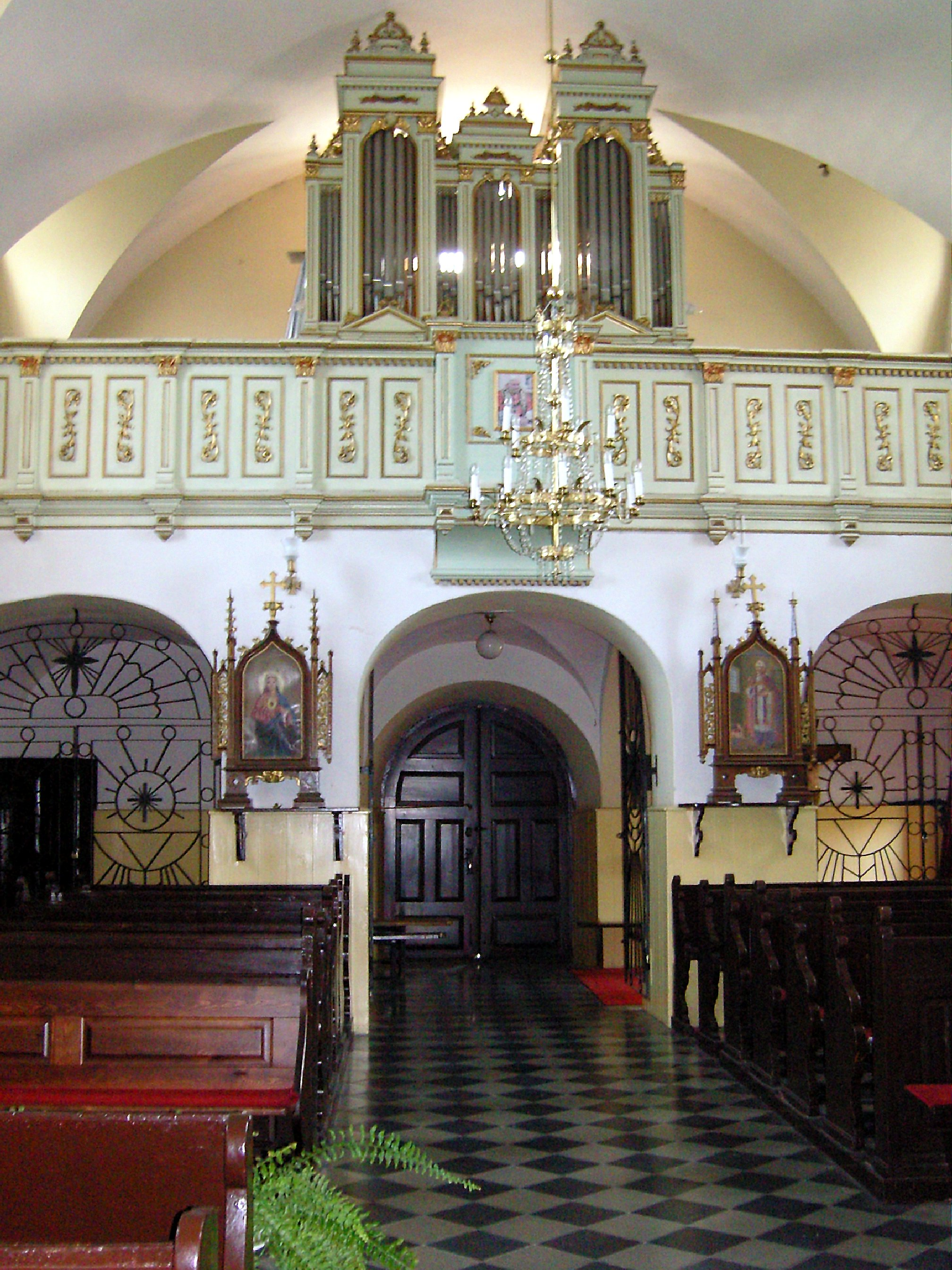
Empora organowa

Jest to obecnie budowla murowana, wzniesiona z cegły i kamienia, otynkowana. Posiada konstrukcję jednonawową, sześcioprzęsłową. Prezbiterium zamknięte półkoliście, a przy nim od północy i południa znajdują się dwie symetryczne zakrystie na planie prostokąta. Sklepienie kolebkowe z lunetami. Otwór tęczowy zamknięty półkoliście. Okna wydłużone, także zamknięte półkoliście. Budynek z zewnątrz opięty szkarpami. Dachy dwuspadowe, nad zakrystiami pulpitowe, kryte blachą. Wnętrze posiada wyposażenie barokowe. Ołtarz główny i boczne zostały wykonane z drewna. W ołtarzu głównym są umieszczone obrazy: Matki Bożej z Dzieciątkiem (z połowy XVIII wieku) i - na zasuwie - św. Stanisława Biskupa i Męczennika (z połowy XVIII wieku), Matki Bożej Różańcowej, Matki Bożej Niepokalanie Poczętej, Jezusa Ukrzyżowanego, Najświętszego Serca Pana Jezusa. Przy prezbiterium są umieszczone ołtarze boczne: po prawej stronie z obrazem Chrystusa na Krzyżu, a po lewej - z obrazem św. Józefa. W nawie znajdują się również 2 ołtarze boczne: po stronie prawej z obrazem św. Mikołaja, po lewej - z obrazem św. Walentego. W nawie stoją drewniane ławki zwykłe, 2 konfesjonały w stylu barokowym (z XVIII/XIX wieku), na chórze muzycznym znajdują się organy o 12 głosach. Chrzcielnica drewniana reprezentuje styl późnobarokowy (z II połowy XVIII wieku).
W skład zespołu zabytkowego pod tym samym numerem wchodzą także;
- przykościelna dzwonnica-brama z 1801 r., murowana z cegły i kamienia lecz otynkowana, o konstrukcji dwukodygnacjowej z trójkątnym zwieńczeniem okapowym i centralnym przejściem arkadowym oraz wsparciami szkarpowymi,
- dawny cmentarz przykościelny z 4 kapliczkami z przełomu XIX/XX w., otoczony w 1999 r. parkanem[3].